# Michel Simplício
Michel Simplício Rosseto (San Paolo, 26 marzo 1982) è un ex calciatore brasiliano, di ruolo attaccante.